# Jack Harris (homme politique)
Pour les articles homonymes, voir Jack Harris.
Jack Harris, né le 27 octobre 1948 à Saint-Jean de Terre-Neuve, est un homme politique canadien de la province de Terre-Neuve-et-Labrador.

## Biographie
Né le 27 octobre 1948 à Saint-Jean de Terre-Neuve, Jack Harris est député à la Chambre des communes du Canada de la circonscription de St. John's-Est pour le Nouveau Parti démocratique (NPD). Il est précédemment le leader du Nouveau Parti démocratique de Terre-Neuve-et-Labrador (1992-2006).
Il obtient son premier mandat de député canadien en 1987 en étant élu dans la circonscription de St. John's-Est, mais est battu lors des élections fédérales canadiennes de 1988. En 1990, il est élu à la Chambre d'assemblée de Terre-Neuve-et-Labrador de la circonscription de Signal Hill-Quidi Vidi (en), et devient le leader du Nouveau Parti démocratique de Terre-Neuve-et-Labrador en 1992. Il assure cette charge jusqu'en 2006, lorsqu'il décide de se retirer de la politique provinciale après avoir réélu à quatre reprises à la Chambre. Lorraine Michael lui succède alors comme chef du NPD de Terre-Neuve-et-Labrador.
Lors de l'élection fédérale du 14 octobre 2008, il est élu député à la Chambre des communes du Canada de la circonscription de St. John's-Est sous la bannière du Nouveau Parti démocratique, succédant au député conservateur sortant Norman Doyle.
Lors de l'élection fédérale du 19 octobre 2015, il est défait par le libéral Nick Whalen.
En mai 2019, Harris réussit à obtenir la nomination du NPD dans St. John's-Est pour les élections fédérales de 2019. Harris défait Whalen aux élections de 2019 pour retrouver son ancien siège. Il ne se représente pas en 2021.